# Ipuarana
Ipuarana („Trockener See/Teich“ in der Sprache der Indianer) war ein Priesterseminar in Lagoa Seca („Trockener See/Teich“ auf Portugiesisch) bei Campina Grande im Bundesstaat Paraíba in Brasilien, das 1942 von deutschen Franziskanern gegründet wurde und bis zum Jahr 1971 von mehr als 1600 Schülern besucht wurde.
Heute finden dort Kongresse und Treffen statt.

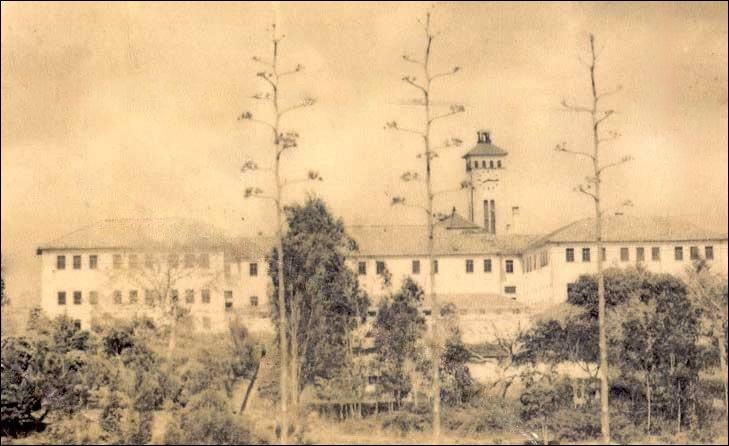
Ipuarana ca. 1950
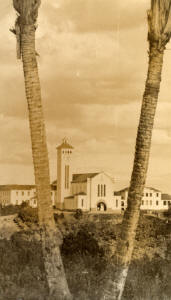
Ipuarana 1954
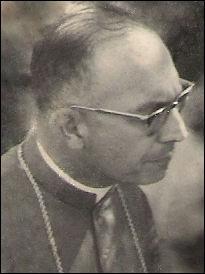
Frei Adriano Hypólito OFM, Leiter des Internats und von 1966 bis 1994 Bischof von Nova Iguaçu